# Telenet Digital TV
Telenet Digital TV werd op 3 september 2005 gelanceerd door Telenet als aanbod van digitale televisie in Vlaanderen. Het telde in december 2009 meer dan 1 miljoen abonnees. Telenet Digital TV is sinds 15 oktober 2008 ook beschikbaar in het gebied van Interkabel Vlaanderen en is daardoor in heel Vlaanderen beschikbaar.

## Techniek
Telenet Digital TV wordt verdeeld via de kabel. Klanten die al over een kabelabonnement beschikken voor analoge televisie, kunnen datzelfde abonnement ook gebruiken om digitaal te kijken.
Wie digitaal wil kijken bij Telenet Digital TV heeft wel een speciale decoder nodig, de zogenaamde Digibox. Er bestaat ook een variant met harde schijf, de Digicorder, waarmee je onder andere programma's kunt opnemen en live pauzeren. Met het opkomende aanbod in High Definition lanceerde Telenet ook de HD Digibox en HD Digicorder. Al deze toestellen kunnen gehuurd of in sommige gevallen ook gekocht worden bij Telenet.
VRT, Actua-TV en TV5Monde hebben Telenet verzocht hun kanalen niet te versleutelen, zodat deze ook ontvangen kunnen worden met ieder toestel met een DVB-C-tuner. Alle andere zenders zijn wel versleuteld en daardoor alleen te bekijken met een decoder van Telenet of met een CI+ module. Ook de interactieve diensten van VRT zoals Ooit gemist zijn alleen te ontvangen via een decoder van Telenet.

## Aanbod
De kijker kan, tegen betaling, extra zenderpakketten toevoegen. Onder andere de eigen Prime-zenders zitten in het zenderpakket Play More. Verder zijn de sportzenders van Telenet te bekijken via het zenderpakket Play Sports.

## Populairste aangeboden zenders[(sinds) wanneer?]
- VTM
- Één
- VIER
- Canvas
- VTM 2
- VIJF
- VTM 3
- VTM 4
- Kanaal Z
- Ketnet
- FOX
- ZES
- TLC
- MTV
- Njam!
- CAZ2
- Disney Channel
- Nickelodeon / Spike
- Nick Jr.
- VTM KIDS
- Ment TV
- Disney Junior

## Manieren om te kijken
Telenet-klanten kunnen op 3 manieren naar tv kijken met Telenet: live, terugkijk tv en opgenomen. Bij terugkijk tv werd er op de kanalen van DPG Media (VTM, VTM 2, VTM 3, VTM 4, CAZ2 en VTM KIDS) een beperking gelegd op doorspoelen, om de vertoonde advertenties op de zender in waarde te laten stijgen.

## Interactieve toepassingen
Elke Telenet-settopbox heeft een interactieve aansluiting. Daarmee kan de kijker eenvoudig de tv-gids bekijken, op elk moment tv-programma's en films opvragen (tegen betaling), info opvragen door een druk op de rode knop en interactieve toepassingen bekijken.

## Concurrentie
Telenet Digital TV heeft concurrentie van Proximus TV en TV Vlaanderen. INDI was geen echte concurrent, aangezien deze enkel actief was in gebieden waar Telenet niet actief was en omgekeerd. Sinds oktober 2008 sloot Telenet echter een contract met Interkabel, waardoor al hun activiteiten en klanten werden overgedragen aan Telenet.
Sinds 4 mei heeft Telenet in het INDI-gebied een aantal ongeëncrypteerde zenders achter slot en grendel geplaatst. Volgens Telenet werd dit gevraagd door de programmamakers en zenders, zodat ze enkel te bekijken zijn met de Telenet- en INDI-decoders, en zodat ze het aantal kijkers per programma kunnen nagaan.